# Gordon Hessler
Gordon Hessler (n. 12 decembrie 1930, Berlin, Republica de la Weimar – d. 19 ianuarie 2014, Londra, Anglia, Regatul Unit) a fost un director de film, scenarist și producător britanic.

## Biografie

### Anii timpurii
Născut la Berlin, Germania,  a fost crescut în Anglia și a studiat la Universitatea Reading. Pe când era adolescent, s-a mutat în Statele Unite și a regizat o serie de scurtmetraje și documentare. 

### Televiziune
Universal Studios l-a angajat pe Hessler ca lector pentru serialul de televiziune Alfred Hitchcock Presents. A devenit scriitor de povești timp de două sezoane (1960–1962) pentru această serie, apoi a fost producător asociat pentru The Alfred Hitchcock Hour din 1962 până la anularea sa în 1965. De asemenea, a regizat episoade din seria respectivă. 
Hessler a regizat apoi primul său lungmetraj, un thriller cu buget redus, The Woman Who Wouldn't Die (1965), sau Catacombs . 
A revenit la televiziune producând Run for Your Life (1966) și regizând episoade din Bob Hope Presents the Chrysler Theatre .  
A regizat The Last Shot You Hear (1969), care a fost ultimul film al lui Robert L. Lippert.

### AIP
American International Pictures i-a cerut lui Hessler să producă și să regizeze The Oblong Box (Lada dreptunghiulară, 1969), cu vedeta Vincent Price, când Michael Reeves a fost indisponibil.  Filmul a  fost scris de Christopher Wicking cu care Hessler avea să facă încă patru filme. 
Celor de la AIP le-a plăcut munca lui Hessler și l-au angajat să regizări nemenționat De Sade (1969), apoi a refăcut echipa cu Price and Wicking în Scream and Scream Again (1970), de această dată cu vedetea Christopher Lee jucând alături de Peter Cushing.
Hessler a făcut o echipă cu Price and Wicking pentru AIP, când au produs filmul Cry of the Banshee (1970).  Price a fost distribuit în următorul film al lui Hessler (și al lui Wicking), o versiune a Murders in Rue Morgue (1971), dar a avut un conflict cu AIP, astfel încât Jason Robards a jucat rolul principal în locul lui Price. Într-un articol din Sight and Sound, s-a afirmat că Hessler „are un stil vizual aproape instantaneu de recunoscut, datând probabil din zilele sale când producea documentare, ceea ce oferă tuturor filmelor sale o sugestie a suprarealismului. Camera sa fluidă ... urmărește și încercuiește personajele ca o sondă sadică, iar rezultatul este oarecum evocator și puternic".
Hessler a regizat thrillerul Embassy (1972), apoi Medusa (1973) cu George Hamilton, ultimul film pe care l-a realizat după scenariu scris de Wicking.
Hessler a făcut un film TV cu Bette Davis, Scream, Pretty Peggy (1973), apoi a făcut filmul de aventuri cu Ray Harryhausen, Călătoria de aur al lui Sinbad (1974). 

### Televiziune
În ciuda succesului cu Sinbad Hessler s-a concentrat pe filmele de televiziune: Skyway to Death (1974), Hitchhike! (1974), Un strigăt în sălbăticie (1974) și Trădare (1974). 
De asemenea, a regizat episoade din Lucas Tanner, Amy Prentiss, Kolchak: The Night Stalker, Kung Fu, Switch, The Blue Knight, Spencer's Pilots, The Eddie Capra Mistere, Wonder Woman, CHiPs și Hawaii Five-O . 
A regizat Little Women (1978), Secrets of Three Hungry Wives (1978), Kiss Meets the Phantom of the Park, Puzzle (1978), The Secret War of Jackie's Girls (1980), Tales of the Haunted (1981), California Cowboys (1983), Pray for Death (Rugaciune pentru un asasin, 1985), The Misfit Brigade (Frontul terorii, 1987) și Rage of Honor (In numele onoarei, 1988), precum și episoade din Shannon, The Master, Tales of the Unexpected și The Equalizer . 

### Cariera ulterioară
Hessler a scris și regizat The Girl in a Swing (1988) cu Meg Tilly, o adaptare a romanului lui Richard Adams. Filmele sale ulterioare includ Out on Bail (1989) și Journey of Honor (1990). 
Hessler a murit în somn la 19 ianuarie 2014.